# Спектроскопія анігіляції позитронів
Спектроскопія анігіляції позитронів  (англійське скорочення PAS) або іноді точніше Спектроскопія часу життя позитронів до анігіляції (англійське скорочення PALS (Positron annihilation lifetime spectroscopy)) — недеструктивна спектроскопічна методика вивчення пор та дефектів у твердих тілах.

## Теорія

Діаграма Фейнмана анігіляції електрона та позитрона з народженням двох фотонів.

Методика опирається на той факт, що позитрон анігілює через взаємодію з електронами. При анігіляції випромінюються гамма-промені, які можна детектувати; час між утворенням позитрона з радіоактивного джерела до анігіляції відповідає часу життя позитрона або позитронію.
Влітаючи в тверде тіло, позитрони взаємодіють у ньому з електронами. Тверді тіла на зразок металів чи напіпровідників мають вільні електрони,тому в них позитрони анігілюють швидко, якщо тільки не зустрічають вакансії або пори. Якщо в тілі є пори, позитрони затримаються в них і анігілюватимуть повільніше. Затримка може скласти до 1 нс. В ізоляторах на зразок полімерів чи цеолітів позитрони утворюють з електронами молекули позитронію.
Позитроній є метастабільним водневоподібним зв'язаним станом електрона та позитрона. Він може існувати в двох спінових станах. Пара-позитроній, p-P, є синглентим станом (спіни позитрона та електрона антипаралельні) з характеристичним часом самоанігіляції  125 пс у вакуумі .  Орто-позитроній, o-P, є триплетним станом (спіни позитрона та електрона паралельні) з характеристичним часом життя  142 нс у вакуумі.
У речовині, час життя ортопозитронію залежить від оточення і може дати інформацію про розмір пор, в яких він перебуває.  Позитроній може приєднати електроно молекули зі спіном, протилежним спіну позитрона, що призводить до зменшення часу життя o-P з 142 нс до  1-4 нс (в залежності від розміру порожнини, в якій він перебуває). Розмір порожнини можна визначити, знаючи час життя орто-позитронію за допомогою напівемпіричної моделі Тао-Елдрупа.
Модель Тао-Елдрупа та її розширення дозволяють оцінити структуру пор в ізоляторі. Змінюючи температуру, можна проаналізувати дані й визначити, чи позитроній обмежений в одному, двох або трьох вимірах. Однак, сполучені пори дають тільки середній час життя, що не дозволяє розрізнити між гладенькими каналами чи каналами з меншими відкритими бічними порами, оскільки позитронію енергетично вигідно дифундувати з малих до великих порожнин.
Поведінка позитронів у речовині нетривіальна з огляду на сильну кореляцію між електронами та позитронами. Навіть найпростіша система одного позитрона в одрорідному електронному газі є значним викликом для теорії.   Позитрон притягає електрони, збільшуючи навколо себе густину, а з нею й швидкість анігіляції.   Більш того, густина імпульсу електрон-позитронних пар, що анігілюють, зростає поблизу поверхні Фермі. Теоретичні підходи, що намагалися підступитися до цієї проблеми, включають наближення Тамма-Данкоффа, Фермі та збурене наближення гіпермережних ланцюжків,  методи теорії функціоналу густини та квантового Монте-Карло.

## Методика експерименту
Для експерименту потрібно мати джерело позитронів (часто береться 22Na) поряд із речовиною, яку аналізують. Позитрони випромінюються майже водночас із гамма-променями. Ці гамма-промені детектують  сцинтиляторами, і акт детектування стає сигналом, з якого починається відлік часу. Позитрони надалі взаємодіють зі зразком (або анігілюючи одразу, або утворюючи позитроній, що анігілює з часом). Анігіляція супроводжується випромінюванням гамма-променів із меншою енергією, ніж стартові. Детектування цих гамма-квантів дає сигнал зупинки. Набравши достатньо скорельованих сигналів початку та зупинки (потрібно приблизно 1 млн таких пар сигналів), можна отримати час життя позитронів чи позитронію і побудувати гістограму тривалості існування окремих позитронів.

## Виноски
1. ↑  Dupasquier, Alfredo E.; Dupasquier, A.; Hautojarvi, Pekka; Hautojärvi, Pekka (1979). Positrons in solids. Berlin: Springer-Verlag. ISBN 0-387-09271-4.
2. ↑  Siegel, R W (1980). Positron Annihilation Spectroscopy. Annual Review of Materials Science. 10: 393. Bibcode:1980AnRMS..10..393S. doi:10.1146/annurev.ms.10.080180.002141.
3. 1 2 3  Jean, Y. C.; Schrader, D. M.; Mallon, P. E. (2002). Principles and Applications of Positron and Positronium Chemistry. World Scientific Publishing Co Pte Ltd.
4. ↑  Eldrup, M.; Lightbody, D.; Sherwood, J. N. (1981). The temperature dependence of positron lifetimes in solid pivalic acid. Chemical Physics. 63: 51. doi:10.1016/0301-0104(81)80307-2.
5. ↑  Eldrup, M.; Lightbody, D.; Sherwood, J.N. (1981). The temperature dependence of positron lifetimes in solid pivalic acid. Chemical Physics. 63: 51. Bibcode:1981CP.....63...51E. doi:10.1016/0301-0104(81)80307-2.
6. ↑  Tao, S. J. (1972). Positronium Annihilation in Molecular Substances. The Journal of Chemical Physics. 56 (11): 5499. Bibcode:1972JChPh..56.5499T. doi:10.1063/1.1677067.
7. ↑  S. Kahana (1963). Positron Annihilation in Metals. Physical Review. 129: 1622. Bibcode:1963PhRv..129.1622K. doi:10.1103/PhysRev.129.1622.
8. ↑  J. Arponen and E. Pajanne (1979). Electron liquid in collective description. III. Positron annihilation. Annals of Physics. 121: 343. Bibcode:1979AnPhy.121..343A. doi:10.1016/0003-4916(79)90101-5.
9. ↑  L. J. Lantto (1987). Variational theory of multicomponent quantum fluids: An application to positron-electron plasmas at T=0. Physical Review B. 36: 5160. Bibcode:1987PhRvB..36.5160L. doi:10.1103/PhysRevB.36.5160.
10. ↑  E. Boronski and H. Stachowiak (1998). Positron-electron correlation energy in an electron gas according to the perturbed-hypernetted-chain approximation. Physical Review B. 57: 6215. Bibcode:1998PhRvB..57.6215B. doi:10.1103/PhysRevB.57.6215.
11. ↑  N. D. Drummond; P. Lopez Rios; C. J. Pickard; R. J. Needs (2010). First-principles method for impurities in quantum fluids: Positron in an electron gas. Physical Review B. 82: 035107. arXiv:1002.4748. Bibcode:2010PhRvB..82c5107D. doi:10.1103/PhysRevB.82.035107. {{cite journal}}: Проігноровано невідомий параметр |last-author-amp= (довідка)
12. ↑  E. Boronski (2006). Positron-electron annihilation rates in an electron gas studied by variational Monte Carlo simulation. Europhysics Letters. 75: 457. Bibcode:2006EL.....75..475B. doi:10.1209/epl/i2006-10134-5.
13. ↑  N. D. Drummond; P. Lopez Rios; R. J. Needs; C. J. Pickard (2011). Quantum Monte Carlo Study of a Positron in an Electron Gas. Physical Review Letters. 107: 207402. arXiv:1104.5441. Bibcode:2011PhRvL.107t7402D. doi:10.1103/PhysRevLett.107.207402. PMID 22181773. {{cite journal}}: Проігноровано невідомий параметр |last-author-amp= (довідка)